# Булдог (револвер)
Булдог (енгл. British Bull Dog revolver), британски џепни револвер веома популаран у другој половини 19. века.

## Историја
Британска фирма Филип Вебли и син из Бирмингема почела је производњу револвера са сједињеним метком (у металној чахури) од 1866. године. Велики успех постигли су њихови револвери Вебли РИЦ, који су од 1868. усвојени као службено оружје британске полиције у Ирској, док су у исто време постали омиљено оружје британских официра, који су их куповали о свом трошку, уместо у то време службених револвера типа Адамс. Упоредо, потреба за мањим, џепним револверима за цивилно тржиште довела је до развоја револвера Вебли Булдог, веома кратке цеви, са 5 метака.

## Карактеристике
Први џепни револвери типа Булдог појавили су се већ 1866. године. Били су калибра 0,577 инча (14,7 мм) са 5 метака у добошу и телом из једног дела. Празне чауре избациване су извлачењем осовине добоша из револвера и вађењем добоша из оквира, након чега се осовина могла користити као шипка за избијање чаура. Булдог број 2, у производњи од 1878, био је у суштини смањена верзија револвера Вебли РИЦ, са телом из једног дела и резом за пуњење, 5 метака калибра 0,455 инча (11,6 мм) и шипком за избијање чаура на јарму испод цеви, која се могла извући и ротирати удесно по потреби. Ови револвери често су називани револвер типа Шерлок Холмс.
Године 1878. Вебли је започео производњу револвера Британски Булдог са двоструком акцијом (енгл. British Bulldog Double Action Models), популарну серију револвера који су остали у производњи до 1914. Булдог је направљен у бројним варијантама и био је револвер са пет метака, затвореног оквира (из једног дела) са кратком цеви и великог калибра, обично 0,442 или 0,45 инча (11,2-11,4 мм). Иако је Вебли произвео овај пиштољ за цивилно тржиште, најмање један коњички пук стациониран у Јужној Африци био је наоружан револверима Булдог. Булдог је постао озлоглашен када је у јулу 1877. Чарлс Гито је искористио један да упуца америчког председника Џејмса Гарфилда с леђа док је чекао воз. Гарфилд је умро два месеца касније од последица.